# Victoria and Albert Museum
Victoria and Albert Museum (hr. „Muzej Victorije i Alberta”, često zvan samo po kratici V&A) u Londonu je najveći muzej primijenjene umjetnosti i dizajna na svijetu. On posjeduje stalnu zbirku od više od 4,5 milijuna izložaka. Utemeljen je 1852. i nazvan je po britanskom kraljevskom paru, princu Albertu i kraljici Victoriji. 
Nalazi se u južnom Kensingtonu, muzejskom dijelu Londona, popularno prozvanim Albertopolis, jer se u njegovoj blizini nalaze i druge značajne kulturne institucije pa i dva velika muzeja: Prirodoslovni muzej (Natural History Museum) i Muzej znanosti (Science Museum).
V&A se danas prostire se na površini od 2, 2 km2 i u kompleksu svojih zgrada i aneksa ima 145 galerija. Muzejske kolekcije imaju raspon od 5.000 godina, od početka civilizacije do najnovijih dana, iz svih grana umjetnosti, i sa svih kontinenata. Muzej ima zbirke keramike, stakla, tekstila, odjeće, srebra, metala, nakita, namještaja, srednjovjekovnih predmeta, skulptura, slika starih majstora, grafika starih majstora, crteža i fotografija, i po mnogočemu je najveći i neusporediv s bilo kojim muzejem na svijetu.
V&A upravlja s još pet drugih muzeja, a to su:
- Wellington Museum
- Osterley House
- Ham House
- Kazališni muzej Covent Garden
- Muzej djetinjstva Bethnal Green

U skladu s najnovijim trendom u svijetu kulture, od 2001. se ne naplaćuje ulaz u muzej (kao ni u ostale britanske muzeje). Posjetilo ga je 3,2 milijuna posjetitelja samo 2013. godine

## Povijest
Muzej je započeo kao zbirka gipsanih odljeva, gravura i nekoliko izložaka s prve svjetske izložbe 1851. u Londonu. Zajedno s umjetničkim zaštitnikom, Henryjom Coleom, princ Albert, suprug kraljice Viktorije, zamislio je koncept muzeja koji bi trebao pokazati „primjenu umjetnosti u obrtu” kao model britanske kulture. Cole, prvi redatelj, utemeljio je muzej na dizajnu i obrtništvu, prije nego na komercijalnom kontekstu. Ta je filozofija i danas prisutna. Skromni muzej, s velikim idejama, najprije je bio smješten u nekoliko drvenih kolibi, a zatim u takozvanim „Brompton bojlerima”. Brzo je rastao i prikupljeni su ogledni predmeti za studente, te su primljene brojne donacije, poput onih britanskog slikara Johna Sheepshanksa, zbirke Bandinel s porculanom i keramikom, te zbirka Gherardini s modelima i skulpturama. Nekoliko je soba izgrađeno po posebno, tako da su izgrađeni središnji četverokutni dvor i dvorište, a galerije Astona Webba su nadodane od 1899. do 1909. na prednjem dijelu. Ipak, cijeli su se odjeli morali kasnije preseliti kako bi se otvorili grane muzeja V&A ili nezavisnih muzeja negdje drugdje, kao što su: Muzej znanosti, Muzej djetinjstva Bethnal Green i Muzej kazališta.
U 20. stoljeću, muzej se proširio u susjedno Henry Cole krilo. Prvi je plan bilo novo uzbudljivo krilo The Spiral koju je dizajnirao Daniel Libeskind, no nova je zgrada u javnosti izazvala kontroverzu kako nije dovoljno integrirana u povijesni građevinski kompleks. Ogromni troškovi izgradnje od 70 milijuna funti, koji bi se u velikoj mjeri trebali osigurati iz državne lutrije, također su bili izvor nesloge. Ipak, pripreme za gradnju započele su 2001. godine, ali se 2004. ispostavilo kako Heritage Luther fond želi iskoristiti očekivana sredstva drugdje. Budući da muzejska uprava nije vidjela način pokrivanja troškova gradnje vlastitim naporima, projekt je napokon napušten. Godine 2011. godini uprava je od arhitektonskog ureda Amande Levete, AL_A, naručila plan novog ulaznog prostora muzeja. Nova zgrada bit će dovršena 2017. godine i nazvana po sponzoru, Leonardu Blavatniku. 
Od 1. rujna 2011. do jeseni 2016. vodio ga je njemački kulturni povjesničar Martin Roth. U siječnju 2017., britanski političar iz Laburističke stranke, promovirao je povjesničara i novinara Tristrama Hunta koji je imenovan za njegova nasljednika, a koji je stupio na dužnost 20. veljače 2017. godine.
Marku V&A rabit će V&A Dundee koji se gradi u škotskom gradu Dundeeju, a čijih 76 milijuna £ troškova izgradnje (što ga čini najskupljim galerijskim projektom u Britaniji) financira Sveučilište Dundee, Sveučilište Abertay, Gradsko vijeće Dundeeja i Škotska vlada.

## Zbirke
Izlošci muzeja V&A kreću se od ranokršćanskih predmeta do Doc-Marten čizama, te od slika Johna Constata do mistične umjetnosti iz jugoistočne Azije. Osim toga, muzej V&A impresionira svojim zbirkama skulptura, akvarela, nakita i glazbenih instrumenata.
V&A ima najveću zbirku skulpture neoklasicizma na svijetu, kao i najveću kolekciju izložaka talijanske renesanse izvan Italije. Njegova dalekoistočna kolekcija (Južna Azija, Kina, Japan, Koreja je najbolja u Europi, a zbirka islamske umjetnosti ide u rang onoj iz pariškog Louvra i Metropolitan Museum of Art iz New Yorka.
Najslavnija djela koja muzej posjeduje, djela su umjetnika kao što su: William Blakea, Sandra Botticellia, John Constablea, Raffaella, William Turnera, Diego Velázqueza, i mnogih drugih.
Jedan od najatraktivnijih dijelova muzeja je „dvorište odljeva” koje se sastoji od dvije velike sobe dvokatnice koje sadrže stotine gipsanih odljeva skulptura, frizova i grobnica. U jednoj dvorani dominira izvorna replika Trajanova stupa, koji je prikazan u dva dijela. Na drugoj strani su replike raznih djela talijanske renesanse, uključujući Michelangelovog Davida, ali i istog lika kojega su ranije stvorili Donatello i Verrocchio. Među zanimljivostima su i „Veliki verski krevet”, kao i automat „Tipuov tigar”.
V&A također posjeduje Nacionalnu zbirku kiparstva s Berninijevom fontanom „Neptun i Triton”, kao i „Tri Harite” Antonia Canove. U muzeju se nalazi i dio najstarijeg sačuvanog perzijskog tepiha na svijetu, koji pripada Ardabilskom stilu.
- Portlandska vaza, rimsko kameo staklo iz 5.-25. god.
- Buda Maitreja iz Gandare, Pakistan, oko 2.-4. st.
- Becket relikvijar, emajl iz Limogesa, oko 1180.
- Iluminirani rukopis iz oko 1480.-'90.
- Dvorana odljeva muzeja V&A
- Odljevi Michelangelovih skulptura u sobi 46b
- Tzv. „Vidljivo skladište” porculana
- Vitraj s Raspelom, Njemačka, oko 1540.–'42.
- Majolika s prizorom Kristova rođenja iz Urbina, oko 1546.
- Šah Džahanova vinska čaša od porculana
- Keramički kamin iz Istanbula, oko 1731.
- Botticellijev Portret dame (Smeralda Brandini), 1470.-1475.
- Rafaelova tapiserija Čudesni ribolov iz oko 1515.
- Michelangelova skica za Stvaranje Adama iz 1511.
- Tintorettov Autoportret iz 1548.
- Giambologna, Samson ubija Filastejca, 1562.
- Berninijeva fontana „Neptun i Triton”
- Rembrandt, Odlazak Šunamitskih žena, 1640.
- François Boucher, Madame de Pompadour, 1758.
- Luis-Francois Roubiliac, George Frideric Handel
- Antonio Canova, Tri Gracije, 1814.-'17.
- John Constable, Katedrala u Salisburyju s biskupskog posjeda, 1823.
- William Turner, Venecija s Giudecca, 1840.
- „Veliki verski krevet”, jedan od najvećih na svijetu

## Vanjske poveznice
- Službene stranice Victoria and Albert muzeja